# Ліза Ульріх
Елізабет «Ліза» Ульріх (12 серпня 1900 — 5 червня 1986) — німецька активістка та політична діячка (КПН, СЄПН). Була обрана до національного парламенту (Рейхстаг) в липні 1932, залишаючись членом до березня 1933, після захоплення влади нацистами.

## Походження та ранні роки
Елізабет Ульріх народилася в Одесі. Її батько був друкарем. Після заснування міста у 1792 році, тисячі етнічних німців поселялись до Одеси, особливо протягом першого десятиліття XIX століття, щоб уникнути наслідків наполеонівських війн. Однак батьки Лізи Ульріх приїхали із Австрії набагато пізніше. Сім'я переїхала до Риги в 1911 році, де Ліза, якій було лише 11 років, знайшла роботу на текстильній та швейній фабриці, а її менший брат навчався в місцевій початковій школі. Наприкінці липня 1914 року розпочалась війна між Німеччиною та Росією (разом із її союзниками)  і в 1915 році сім'ю було вислано із Росії. Потрапивши до Берліна, батько Лізи влаштувався працювати друкарем. До того часу Ліза Ульріх була вже досвідченою швачкою. Протягом наступних кількох років вона працювала в галузях швейної, металургійної, електротехнічної та харчової промисловості.

## Пацифістка та комуністка
В 1917 році, попри молодість та стать, Ліза Ульріх вступила до профспілки. Рішення керівництва Соціал-демократичної партії Німеччини (СДПН) в рамках лівих політичних сил у 1914 році, про запровадження парламентського перемир'я щодо голосування стосовно коштів на війну з самого початку викликало суперечки. Напруженість лише зростала, і ситуація на фронті досягла такого рівня, якого мало хто очікував. В 1917 році СДПН розкололась через питання підтримки війни, і ліва антивоєнна політична група отримала назву Незалежна соціал-демократична партія Німеччини. У березні 1920 року Ліза Ульріх вступила до НСДПН. Там Ульріх була однією з тих, хто активно домагалися злиття із Комуністичною партією, яка формально була заснована в Берліні на з'їзді, що відбувався в рамках 30 грудня 1918 та 1 січня 1919 року. Цю мету було досягнуто в січні 1920 року, після чого Ліза Ульріх стала членкинею КП та виконувала різні неоплачувані функції. Протягом 1922/23 року вона активно брала участь в розвитку партійного руху Пролетарської контрольної комісії.

## Шлюб і розлучення
В 1924 році Ліза Ульріх одружилася з машиністом і товаришем-комуністом Адольфом Дреслером (Adolf Dreßler). За словами одного із джерел, основним мотивом шлюбу було німецьке громадянство. Немає жодних ознак того, що чоловік супроводжував її під час подальшого перебування в Москві, а в 1927 році (або й раніше) їх шлюб розпався та завершився розлученням: джерела про її подальшу кар'єру продовжують ідентифікувати Лізу Ульріх за її дошлюбним прізвищем.

## Партійна офіцерка
Пізніше, в липні 1924 року, Ульріх, як делегатка, брала участь у П'ятому конгресі Комуністичного інтернаціоналу (Комінтерн) і в Третій Міжнародній конференції жінок-комуністок, обидві події відбулися в Москві. Її обрали до Міжнародного жіночого секретаріату Комінтерну, органу, в якому вона працювала наступні два роки під керівництвом Клари Цеткін. Повернувшись до Німеччини в 1926 році, вона брала участь у видавництві жіночої газети «Die Arbeiterin» («Робітниця»), що випускалася регіональним партійним керівництвом регіону Берлін-Бранденбург-Лаузиц.З 1927 року працювала в «Жіночому відділі» ЦК партії, який очолювала у 1932/33 роках. У 1929 році вона керувала підготовкою та організацією Першого національного конгресу німецьких робітничих жінок, який відбувся в Берліні. У серпні 1930 року Ліза Ульріх повернулася до Москви, де взяла участь у П'ятому з'їзді Профінтерну (Червоний інтернаціонал профспілок). Потім, з січня 1931 до серпня 1932 року, вона працювала в організації, яка базувалась у Празі, Амстердамі та Франції.

## Рейхстаг
На перших загальних виборах 1932 року, її було обрано депутаткою німецького парламенту (Рейхстаг), де вона засідала як комінустка від виборчого округу 20 (Кельн-Аахен). Того ж року її переобрали на виборах у листопаді. Однак у січні 1933 року нацисти прийшли до влади і, не втрачаючи часу перетворили Німеччину на однопартійну диктатуру, прийнявши Закон про ліквідацію бідування народу та держави. Політична діяльність за винятком підтримки нацистської партії — була заборонена. Ліза Ульріх була однією з тих, хто брали участь у (нелегальному) засіданні ЦК партії, яке відбулося неподалік від Берліна 7 лютого 1933 року в кафе Ziegenhals («Sporthaus Ziegenhals»). Згодом ця зустріч буде відзначатися як перше, так і останнє засідання ЦК Комуністичної партії в нацистській Німеччині. В пожежі Рейхстагу наприкінці лютого 1933 року відразу ж звинуватили комуністів, і стало цілком зрозуміло, що в полі зору влади вони посідають особливе місце. Тим не менш, Ульріх продовжувала свою тепер уже нелегальну політичну діяльність. У листопаді 1933 року партійне керівництво направило її до Магдебурга для керівництва місцевим партійним відділенням. У Магдебурзі вона працювала в підпіллі «інструкторкою» партії, використовуючи прикриття «Магда».

## Нацистські роки
Думки джерел щодо точної дати арешту Лізи Ульріх розділяються, але схоже, що її затримали в Магдебурзі в липні 1934 року, для висунення звинувачень у підготовці державної зради («Vorbereitung zum Hochverrat»). 20 січня 1935 року її судили в Берлінському окружному суді і засудили до трьох років ув'язнення (з яких понад півроку вона відбула в слідчому ізоляторі). Першу частину строку Ульріх відбувала в жіночій в'язниці в Яворі, але в березні 1936 року її було переведено до концтабору в Морінгені. Невдовзі її перевели до Ліхтенбурга. Саме в Ліхтенбурзі в грудні 1937 року вона зламала руку, коли охоронець змусив її пройти через ділянку льоду. Керівництво визнало, що нещасний випадок стався через охоронця. Ульріх наполягала, що їй потрібні ліки та дієтичні добавки, щоб компенсувати стан організму після багатьох років ув'язнення, але безрезультатно. Проте врешті було вирішено, що вона повинна відвідати лікаря в селі, який наклав їй на руку гіпс і сказав повернутися через тиждень. Було ще кілька візитів, на кожному з яких лікар коротко оглядав гіпс і казав прийти через тиждень. Її супроводжували двоє охоронців СС, які також були присутні на всіх консультаціях. Лікар проводив Ульріх у внутрішню кімнату, і коли один із охоронців ставив ногу на двері, бо жодна консультація не могла відбуватись без їх нагляду, лікар сердито наполягав, що в його кабінеті правила створювати може лише він. Охоронець відступив. І коли вони з лікарем залишилися наодинці, він погодився написати керівництву концтабору пояснення того, як з нею потрібно поводитися, щоб вилікувати руку. Після цього візитів до лікаря більше не було. У таборі їй давали їсти моркву та дозволяли купувати фрукти, але будь-які інші вказівки лікаря до керівництва були проігноровані, і через шість місяців, коли гіпсову пов'язку було знято, зламана рука так і бовталась біля неї.
Влітку 1938 року концентраційний табір відвідав Генріх Гіммлер, старший член уряду, чиї обов'язки поширювалися на надзвичайно широкий спектр внутрішніх адміністративних справ. Концентраційні табори були обов'язком, якому він приділяв багато часу та уваги, і не було нічого особливо незвичайного в тому, що Гіммлер з'явився, очевидно, без попередження, щоб інспектувати концентраційний табір. Його супроводжувала низка вищих нацистських воєнізованих формувань («службовців СС»), кожен з яких мав із собою великий записник та ручку. Кожне слово, яке вимовляв Гіммлер було ретельно записане. Ліхтенбург ж в цей час використовувався для розміщення політичних опонентів уряду. Гіммлер відібрав кількох ув'язнених для начебто імпровізованої зустрічі. Серед обраних були дружина Маттаха Валлека, видатного лідера профспілки до 1933 року та інші дружини чоловіків, відомих Гіммлеру, ймовірно, через їх політичну діяльність у минулому. Ліза Ульріх, яка представляла особливий інтерес для влади через її власний досвід, також була обрана. І на якомусь етапі цього візиту Гіммлер запитав Ульріх, що не так з її рукою. Під час зустрічі Гіммлер докладно вказував на те, як нацисти намагалися покращити життя трудящих, і в міру того, як були відпрацьовані деталі економічного прогресу, досягнутого країною з 1933 року, комуністи були змушені погодитись на умови про покращення рівня життя. Дискусія дійшла навіть до того, що Ульріх наважилася сказати, що якщо нацисти так старанно виконували порядок денний Комуністичної партії, то незрозуміло, чому вона та її товариші провели до шести років у концтаборі. Кількох в'язнів-комуністів було негайно відпущено назад до їхніх сімей із рукостисканням рейхсфюрера, але Лізи Ульріх серед них не було.
У травні 1939 року ряд ув'язнених було переміщено з Ліхтенбурга до новозбудованого жіночого концтабору в Равенсбрюці. Лізу Ульріх затримали, і навіть йшла мова про її госпіталізацію до берлінської лікарні, щоб обстежити руку, але з цього нічого не вийшло, і через кілька днів її також перевезли до Равенсбрюка. Саме там 24 травня 1939 року її викликали до наглядача табору, оскільки вона попросила лікаря. Ульріх заявила, що не просила лікаря, але з виразу облич товаришів, що проходили повз, і їх піднятих кулаків було зрозуміло, що вони знали те, чого не знала вона. Її відвезли до лікаря і вимагали розповісти йому про руку та чи потребує вона чогось. Вона відповіла, що їй нічого не потрібно і що все добре. Потім розмова стосувалась політики, і їй сказали, що ось-ось випустять. Їй довелося б підписати зобов'язання, що вона не займатиметься марксистською діяльністю. Але вона вже отримала від партії однозначні вказівки про те, що товариші, яких вимагає нацистська влада підписати такі зобов'язання, повинні це зробити, і вони не будуть вважатися зрадниками партії. Ульріх підписала зобов'язання і була звільнена з Равенсбрюка.
Після звільнення Ульріх повернулася до Берліна і забезпечувала себе, працюючи швачкою. Згодом влаштувалась бухгалтеркою та синхронною перекладачкою. Вона відновила свою «незаконну антифашистську роботу». Лише після серпня 1939 року, коли з'явилися деякі (хоча аж ніяк не всі) деталі пакту про ненапад з СРСР, про переговори, які уряд вів із квітня, Ульріх дійшла висновку, що її звільнення у травні та кількох інших людей із хорошими зв'язками в Москві були частиною дипломатичного плану Гіммлера, спрямованого на демонстрацію Радянському Союзу того, що нацистський уряд лише трохи пом'якшує свою позицію щодо власних комуністичних активістів. Після звільнення Ульріх залишалася під суворим наглядом і дуже нервувала, коли виходила з дому (окрім походів на роботу). Вона мала змогу спокійно жити в маленькому будиночку в місті, яким володіли її батьки. Оскільки вона опанувала російську мову, вона знала, що відбувається, слухаючи (нелегально) не лише німецькомовні програми з Москви, а й російськомовні, які, як вона помітила, дають детальнішу картину. Вона також отримувала інструкції та інформацію, що надходила з Москви, для подальшої передачі товаришам по партії, які діяли в «підпіллі» в Берліні, які вона при потребі могла перекладати і передавати своїм сестрам, за якими влада не так уважно спостерігала. Таким чином вона змогла продовжувати робити важливий партійно-політичний внесок, залишаючись поза полем зору.
20 липня 1944 року було здійснено замах на Адольфа Гітлера. Диктатор вижив, але керівництво було сильно збентежене: підготували список із кількох тисяч імен політичних супротивників, багато з яких пережили колишніх лівих політиків часів Веймару, які будуть використані в разі ескалації політичної напруги на внутрішньому фронті. Було там й ім'я Лізи Ульріх. Вона була однією з приблизно 5000 людей, заарештованих вночі 22/23 серпня 1944 року, і була повернута до Равенсбрюка. Там її позбавили медичних засобів, необхідних для лікування. У межах її «житлового блоку» її співкамерниці обрали її «старшою в блоці». Зважаючи на очевидну й нагальну потребу в жіночому концтаборі, вона організувала заклад «Мати і дитина», зібравши команду з чотирьох ув'язнених, до складу яких входили дві лікарки з Німеччини та Чехословаччини, педіатриня з Чехословаччини та медсестра. На той час у таборі було приблизно 150 вагітних жінок, 100 матерів  і 96 немовлят. Пізніше вона згадала, як боролась за те, щоб усі діти вижили, хоча з огляду на відсутність у таборі предметів першої необхідності це виявилося «майже неможливим».

## Радянська зона окупації та Німецька Демократична Республіка
Війна закінчилася на початку травня 1945 року. Нацистська влада кинулися очищати концентраційні табори перед наступом радянських та союзних військ, а жінок, утримуваних у Равенсбрюці, відправили на так званий марш смерті. Затриманим сказали, що вони знайдуть їжу в місці призначення, але серед них ходили чутки, що насправді їх місцем призначення був завод боєприпасів, який планували підірвати, тому вони йшли якомога повільніше. Вони були перехоплені і звільнені 1 травня 1945 року частинами Червоної армії, що наступали як зі сходу, так і від німецького узбережжя на північ. У період з травня 1945 року до жовтня 1949 року приблизно третина центральних територій Німеччини, включаючи регіони, що оточують Берлін, були під керівництвом Радянської зони окупації Німеччини. Оскільки Ліза Ульріх вільно розмовляла російською та володіла політичними знаннями, вона була однією з перших призначених на державні посади. Її партійна діяльність більше не була незаконною, і вона відновила членство в Комуністичній партії. До кінця травня 1945 року вона була призначена мером центрального берлінського кварталу Грюнау.
Після спірного політичного об'єднання, яке у квітні 1946 року створило Соціалістичну єдину партію Німеччини, Ліза Ульріх була серед тисяч комуністів, які негайно підписали членство у партії, яка після жовтня 1949 року стане провідною партією нового виду однопартійної диктатури — Німецька Демократична Республіка (Східна Німеччина). Наприкінці липня 1946 р. зайняла керівну посаду жіночої секції Центрального секретаріату партії. Завершивши кар'єру мера Грюнау, вона отримала посаду у Національному управлінні праці та соціального забезпечення, відіграючи провідну роль в урядовій програмі «Врятувати дітей!» («Rettet die Kinder!»). У 1948 році вона пройшла шестимісячне навчання в партійній академії імені Карла Маркса в Берліні, після чого до 1964 року працювала у відділі навчання при національному управлінні «Станцій прокату машин» («Maschinenausleihstation» / MAS). За соціалістичної економічної структури, запровадженої наприкінці 1940-х, сільськогосподарські землі були передані державі та поділені на сільськогосподарські кооперативи. Сільськогосподарська техніка не належала жодному окремому кооперативу й не була постійно закріплена за ним, але централізовано контролювалася й здавалася в оренду відповідно до сезонних вимог, що означало, що MAS був критичним компонентом у загальній економіці виробництва харчових продуктів. Між 1960 і 1970 роками вона була членкинею дослідницької робочої групи, яка розводила велику рогату худобу.

## Нагороди та відзнаки
- 1969 рік Орден «За заслуги перед Вітчизною» (НДР) (срібний)
- 1973 рік Орден «За заслуги перед Вітчизною» (НДР) (золотий)
- 1980 рік Орден «За заслуги перед Вітчизною» (НДР) (золота застібка)

З огляду на послідовність, у якій зазвичай вручалися ці нагороди, цілком імовірно, що в якийсь момент між 1954 і 1969 роками вона також була нагороджена бронзовим орденом «За заслуги перед Вітчизною» (НДР).